# Proposizione soggettiva
La proposizione soggettiva è una proposizione subordinata che sostituisce il soggetto della proposizione principale. Ciò che viene indicato sotto forma di soggetto in una frase semplice può infatti essere espresso con un'intera frase, come accade nel prossimo esempio:
- L'arrivo di Massimo mi preoccupa
- Mi preoccupa che Massimo sia arrivato

La coppia di enunciati mostra come il sintagma nominale costruito con il soggetto (l'arrivo di Massimo) venga sostituito dalla subordinata (che Massimo sia arrivato).
Nella frase principale che regge la subordinata soggettiva, si ritrovano di solito delle espressioni impersonali (bastare, bisognare, convenire ecc.), per la quale identificare un soggetto può essere problematico. Per questo diremo che è la proposizione soggettiva a ricoprirne la funzione:
- Basta che tu faccia presto
- Bisogna che la facciamo finita

Spesso, si ha nella principale una combinazione del verbo essere con un aggettivo o sostantivo:
- È uno scandalo che nessuno dica niente
- È meglio che tu non dica niente

La frase, spesso, dipende anche da costruzioni introdotte dal pronome impersonale si:
- Si dice che la signora Valeria abbia un amante

In tutti questi casi, abbiamo incontrato dei verbi coniugati nella secondaria: si tratta della esplicita. Per la subordinata soggettiva esplicita, si usa di solito il congiuntivo.
Altre volte, il verbo della soggettiva non è coniugato, ma all'infinito:
- È meglio andare
- Basta arrivare in tempo
- È un problema partire

In questi casi si parla di subordinata soggettiva implicita.